# Æo3 and 3hæ
Albums de Autechre & The Hafler Trio
IV VV IV VV VIII
(2003) Untitled
(2005)
æo3 and 3hæ est un EP des groupes Autechre et The Hafler Trio, sorti en 2005.

## Titres
1. æo3 (16:44)
2. 3hæ (15:22)